# Grästorp (comune)
Grästorp è un comune svedese di 5 796 abitanti, situato nella contea di Västra Götaland. Il suo capoluogo è la cittadina omonima.